# IC 58
IC 58 је елиптична галаксија у сазвјежђу Кит која се налази на листи објеката дубоког неба у Индекс каталогу.
Деклинација објекта је - 13° 40' 39" а ректасцензија 0h 55m 2,4s. Привидна величина (магнитуда) објекта IC 58 износи 14,4 а фотографска магнитуда 15,4. IC 58 је још познат и под ознакама MCG -2-3-41, NPM1G -13.0039, PGC 3257.